# Suriname aux Jeux olympiques d'été de 2016
Le Suriname participe aux Jeux olympiques d'été de 2016 à Rio de Janeiro au Brésil du 2 au 21 août 2016. Il s'agit de sa 13e participation à des Jeux d'été.

## Athlétisme

### Homme
| Athlètes      | Compétitions | Série   | Série | Demi-finales | Demi-finales | Finale  | Finale  |
| ------------- | ------------ | ------- | ----- | ------------ | ------------ | ------- | ------- |
| Athlètes      | Compétitions | Temps   | Rang  | Temps        | Rang         | Temps   | Rang    |
| Jurgen Themen | 100 mètres   | 10 s 47 | 8e    | Éliminé      | Éliminé      | Éliminé | Éliminé |

### Femme

#### Course
| Athlètes     | Compétitions | Tour Préliminaire | Tour Préliminaire | Série   | Série | Demi-finales | Demi-finales | Finale   | Finale   |
| ------------ | ------------ | ----------------- | ----------------- | ------- | ----- | ------------ | ------------ | -------- | -------- |
| Athlètes     | Compétitions | Temps             | Rang              | Temps   | Rang  | Temps        | Rang         | Temps    | Rang     |
| Sunayna Wahi | 100 mètres   | 12 s 09           | 1re               | 12 s 25 | 8e    | Éliminée     | Éliminée     | Éliminée | Éliminée |

## Badminton
| Athlète    | Compétition   | Phase de groupes         | Phase de groupes          | Phase de groupes | Phase de groupes | 1/8e de finale   | Quarts de finale | Demi-finales     | Finale           | Finale  |
| Athlète    | Compétition   | Adversaire Score         | Adversaire Score          | Adversaire Score | Rang             | Adversaire Score | Adversaire Score | Adversaire Score | Adversaire Score | Rang    |
| ---------- | ------------- | ------------------------ | ------------------------- | ---------------- | ---------------- | ---------------- | ---------------- | ---------------- | ---------------- | ------- |
| Soren Opti | Simple hommes | battu par Lee 2-21, 3-21 | battu par Wong 5-21, 6-21 | NC               | 3e Gr. A         | Éliminé          | Éliminé          | Éliminé          | Éliminé          | Éliminé |